# Moniliophthora
Moniliophthora là một chi nấm trong họ Marasmiaceae, thuộc bộ Agaricales. Chi này được miêu tả khoa học lần đầu tiên vào năm 1978 với loài điển hình là M. roreri (tên cũ: Monilia roreri). Loài nấm này gây bệnh ở cacao với cách thức mọc các nốt hoại sinh trên cây.